# Lactarius rufus
Lactarius rufus (Giovanni Antonio Scopoli, 1772 ex Elias Magnus Fries, 1838) este o specie de ciuperci necomestibile din încrengătura Basidiomycota în familia Russulaceae și de genul Lactarius, denumită în popor râșcov roșu, lăptucă buricată, lăptucă iute sau roșcov chipărat. Acest burete foarte răspândit coabitează, fiind un simbiont micoriza (formează micorize pe rădăcinile arborilor). În România, Basarabia și Bucovina de Nord se dezvoltă în grupuri orânduite în cercuri sau șiruri, pe sol nu prea umed, acru, sărac în baze și nutrienți, în păduri de conifere și mixte, preferat sub molizi și pini, mai rar de asemenea în simbioză cu brazi argintii. Apare de la câmpie la munte din (iunie) iulie până în noiembrie. Epitetul soiului este derivat din cuvântul latin (latină rufus=roșcat, de păr roșu).

## Taxonomie
Prima denumire acceptată a fost Agaricus rufus descrisă de cunoscutul omul de știință italian Giovanni Antonio Scopoli, în volumul 2 al publicației sale Flora carniolica exhibens plantas Carnioliae indigenas din 1772. Alinierea falsă la genul Agaricus a fost corectată de renumitul savant suedez Elias Magnus Fries care a mutat specia corect la genul Lactarius sub numele binomial valabil până în prezent (2018), de verificat în cartea sa Epicrisis systematis mycologici, seu synopsis hymenomycetum din 1838.
Ceilalți taxoni propuși (vezi infocaseta) nu sunt folosiți și de acea neglijabili, dar acceptați sinonim.

## Descriere

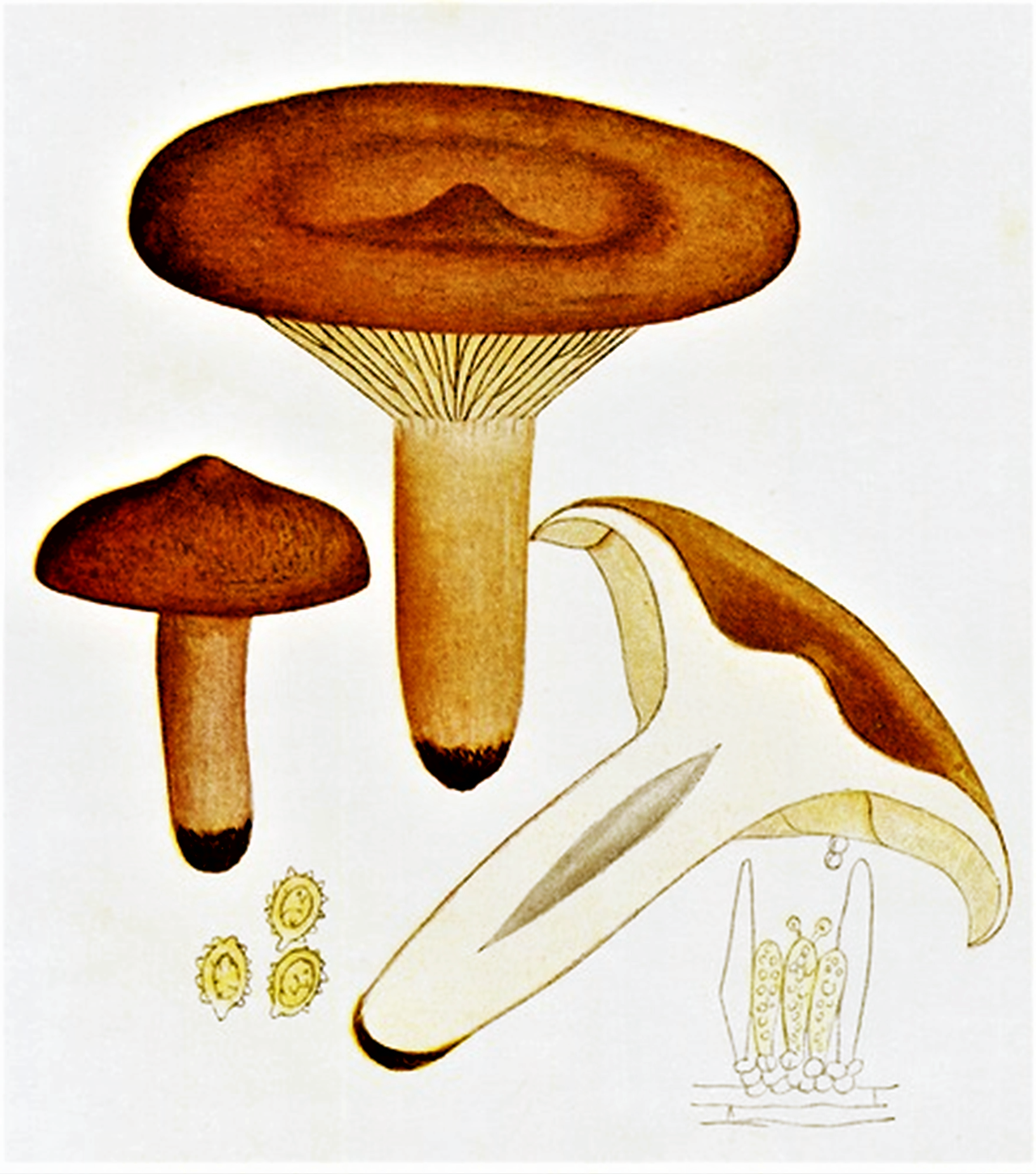
Bres.: Lactarius rufus

- Pălăria: are un diametru de 4–10 (14) cm, este cărnoasă, inițial convexă cu un cocoș mic central și cu marginea subțire, pentru timp lung răsfrântă spre picior, devenind apoi din ce în ce mai aplatizată, adâncită în centru, nu rar chiar în formă slabă de pâlnie, întotdeauna cu un gurgui mic conic, ascuțit și bine vizibil  în  mijloc. Cuticula este netedă, mată, uscată și pe vreme umedă maximal doar ușor lipicioasă. Nu este zonată. Coloritul variază între brun-portocaliu, brun-roșu și brun închis, în nuanță mai deschisă către margine și cu aspect gir-liliaceu.
- Lamelele: stau destul de înghesuite, sunt subțiri, inegale, dar nu bifurcate, nu prea înalte, fiind inițial aderate larg la picior, lungindu-se în vârstă și devenind decurente de-a lungul lui. Coloritul este inițial crem, devenind cu vârsta ocru-roșiatic.
- Piciorul: are o înălțime de 4-8 cm și o lățime de 0,7-1,5 cm, fiind cilindric, fusiform, friabil, mat, cu bază ușor bulboasă, acoperită de un puf albicios, tânăr plin, dar la bătrânețe deseori gol pe dinăuntru. Suprafața, în regulă mai deschisă decât cuticula, este inițial albicioasă cu nuanțe rozalii precum brumată alb, devenind cu maturitatea din ce în ce mai brun-portocalie până maronie sau brun-roșiatică. Ca toate speciile ale genului nu prezintă un inel.
- Carnea: este compactă și fragilă, albicioasă, colorându-se după o secțiune longitudinală sub cuticulă precum de-a lungul cojii piciorului brun-roșiatic. Mirosul este nu neplăcut slab rășinos, dar gustul, deși în primul moment blând, devine repede extrem de iute și poate să provoacă bășici pe buze la persoane sensibile.
- Laptele: are același calități ca carnea, rămânând alb și după uscare.[4][5]
- Caracteristici microscopice: are spori lat elipsoidali cu o mărime de 6,8-9,5 x 5,3-7,4 microni, ușor amiloizi (ce înseamnă colorabilitatea structurilor tisulare folosind reactivi de iod), hialini (translucizi), suprafața fiind presărată de negi mici care sunt crestat-reticulați. Pulberea lor este albă. Basidiile cu 2-4 sterigme fiecare sunt cuneiforme până cilindrice și măsoară 35-42 x 8-9 microni. Prezintă ambele forme de cistoide: cheilo-cistoidele (pe muchiile lamelelor, bine vizibile) au formă de măciucă fusiformă la capăt turtită, dar câteodată și ascuțită, cu o mărime de 28-42 x 7-9 microni, iar pleuro-cistoidele (mai rare, pe suprafața lamelelor) cu aspect asemănător măsoară 25-60 × 6-10 microni.[9][10]
- Reacții chimice: Cuticula se decolorează cu acid sulfuric, carnea și lamelele se colorează cu anilină de la lila-purpuriu la purpuriu negricios, cu fenol imediat gri-roșiatic, apoi brun ca ciocolata, în sfârșit  violet închis, cu guaiacol roșu de vin închis, cuticula cu Hidroxid de potasiu slab gri și carnea ceva  gri-gălbui, carnea și lamelele cu sulfat de fier mai întâi roșiatic murdar, apoi palid gri-verzui, iar cuticula brun-violet închis și buretele cu tinctură de Guaiacum gri-verzui.[11][12]

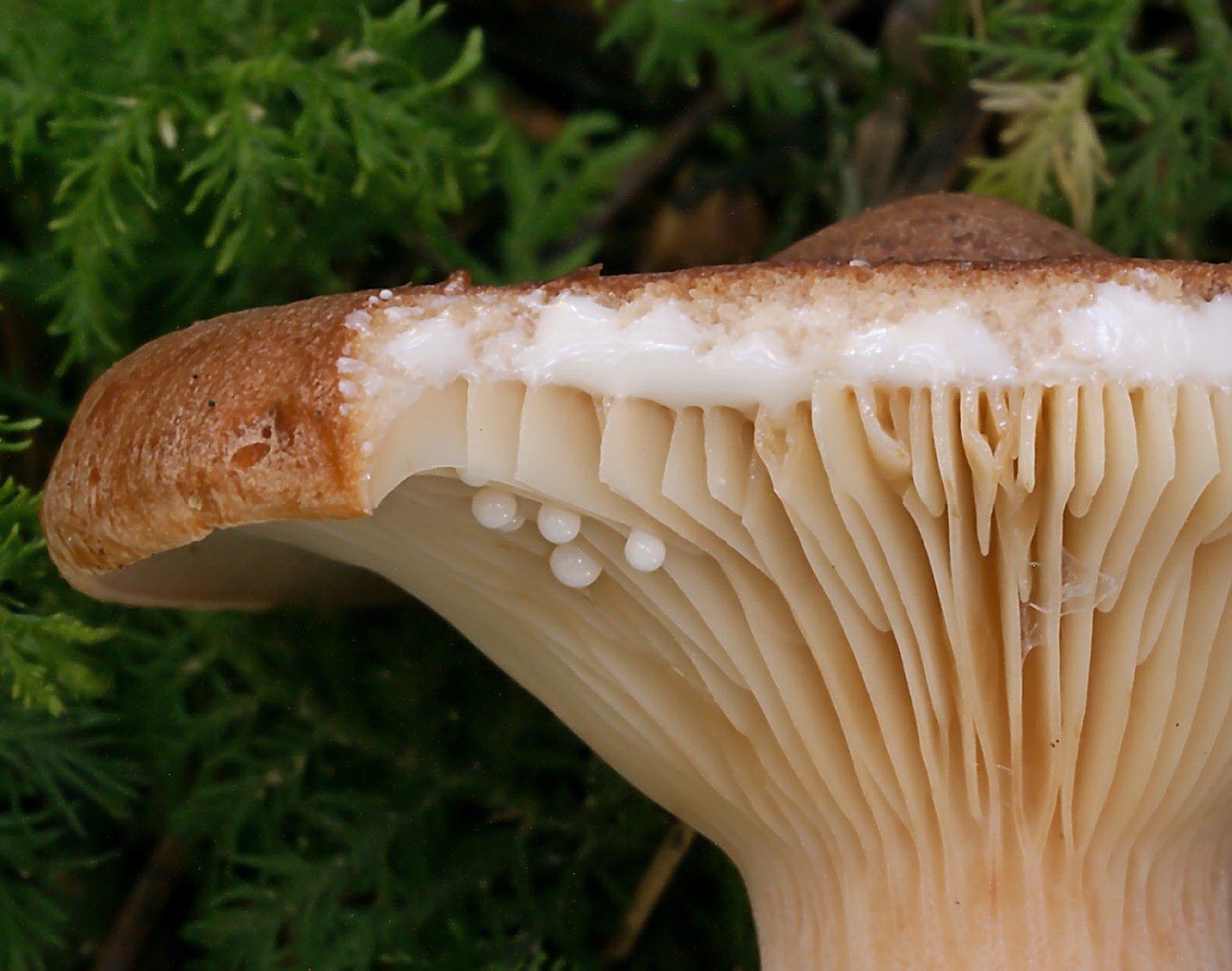
L. rufus, lamele din apropiere, lapte
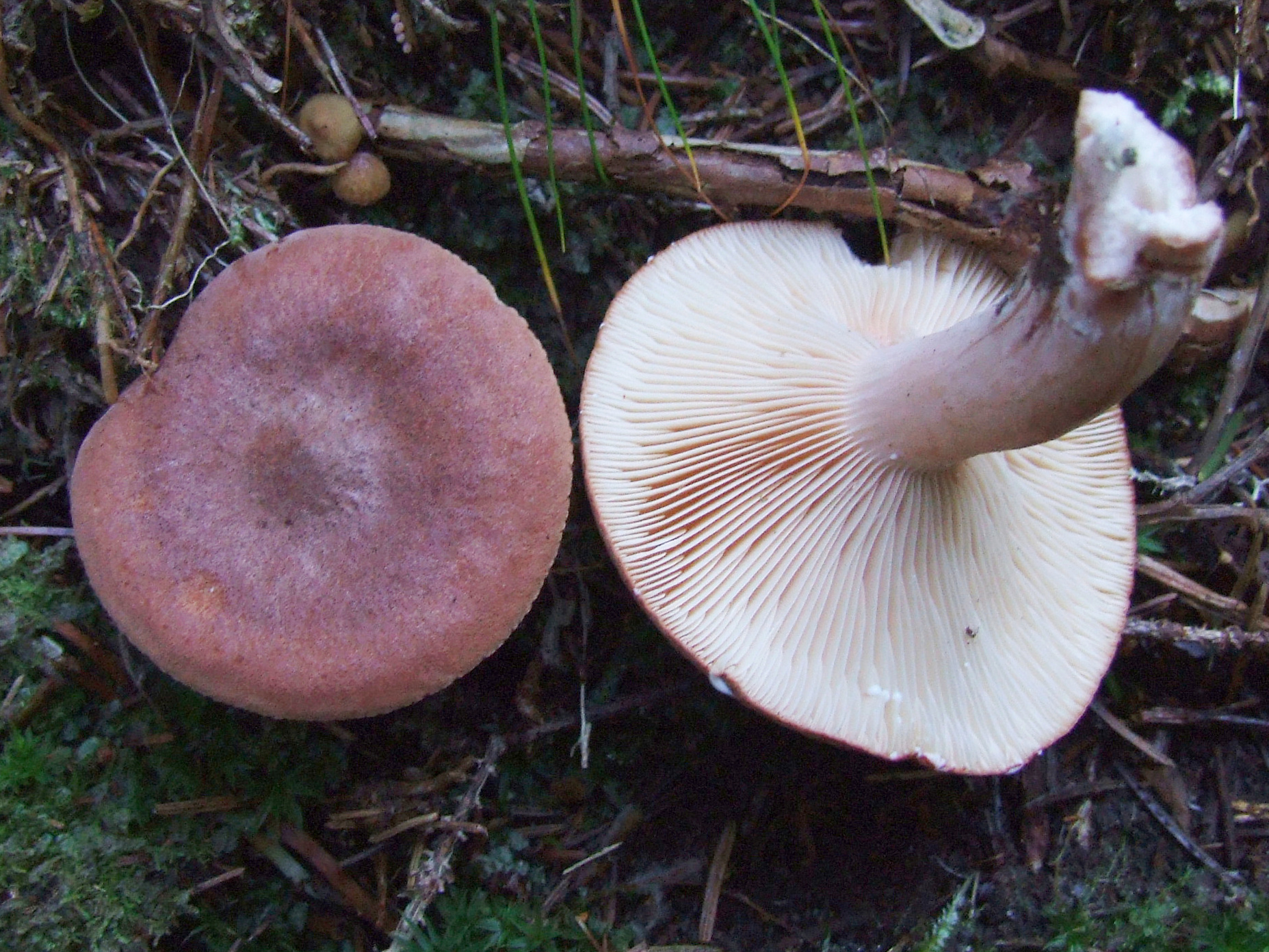
L. rufus, pălărie, lamele și picior
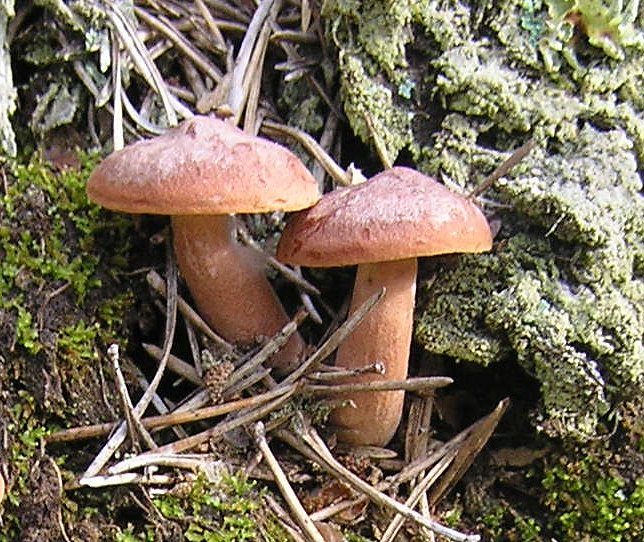
L. rufus tineri
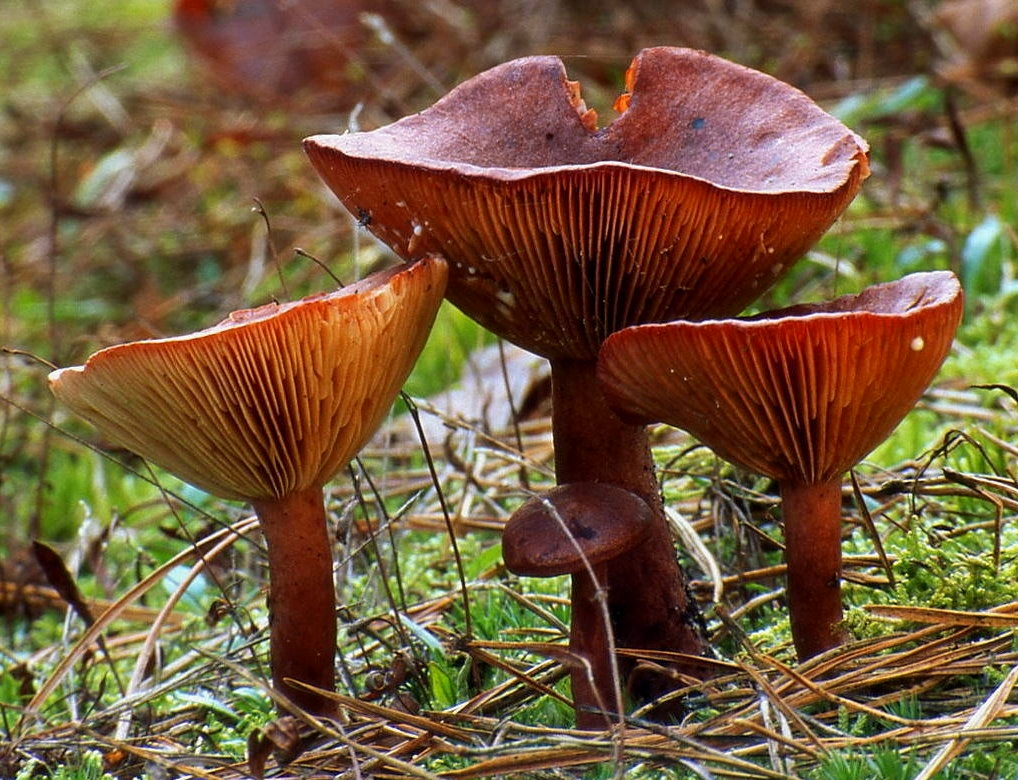
L. rufus bătrâni

## Confuzii
Râșcovul roșu poate fi confundat preponderent cu specii asemănătoare, necomestibile, cu toate foarte iute ca Lactarius acris, Lactarius azonites, Lactarius decipiens, Lactarius fluens, Lactarius hysginus, Lactarius lacunarum sin. Lactarius sphagneti, Lactarius pterosporus, Lactarius vietus sau cu ușor otrăvitorul Lactarius helvus (miros intensiv de leuștean în timpul uscării, poate fi folosit uscat, făcut praf și însă doze mici ca condiment), dar de asemenea cu comestibilii Lactarius aurantiacus, Lactarius camphoratus,Lactarius fulvissimus, Lactarius lilacinus (necomestibil), Lactarius quietus, Lactarius mammosus sin. Lactarius fuscus (necomestibil), Lactarius serifluus (necomestibil), Lactarius subdulcis, Lactarius subumbonatus (necomestibil)sau Lactarius volemus, precum cu posibil letalul Lactarius turpis, în stadiu tânăr chiar și cu deliciosul Gomphidius glutinosus care însă nu secretă un lapte.

## Specii asemănătoare în imagini

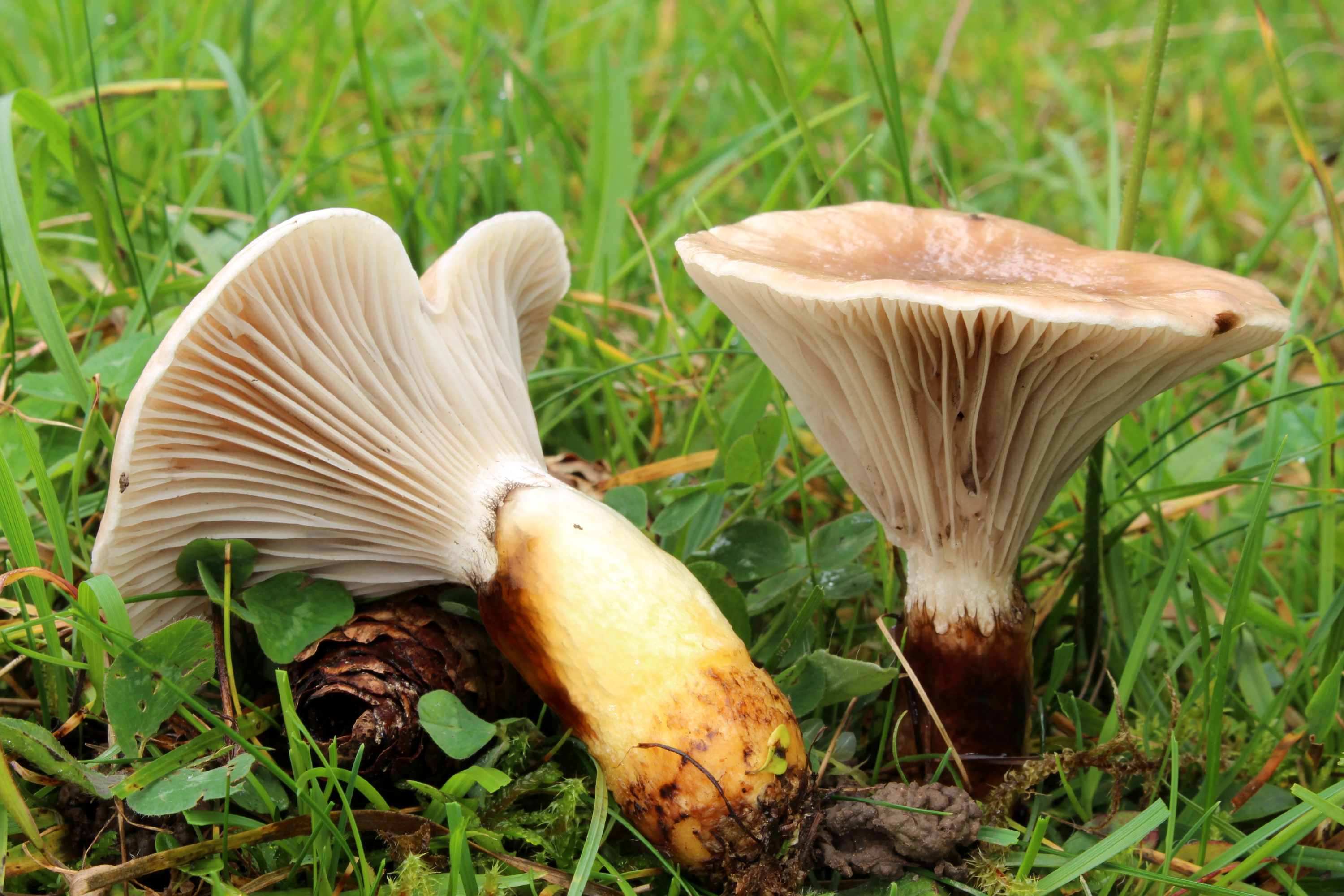
Gomphidius glutinosus
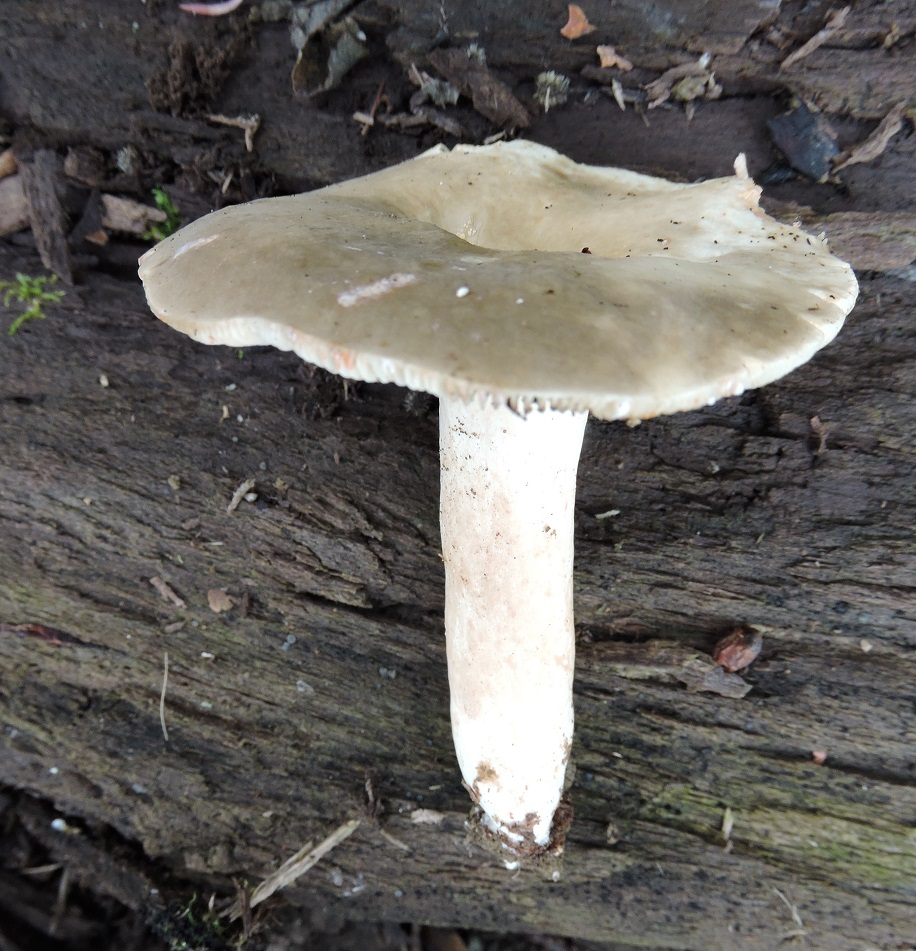
!Lactarius acris!
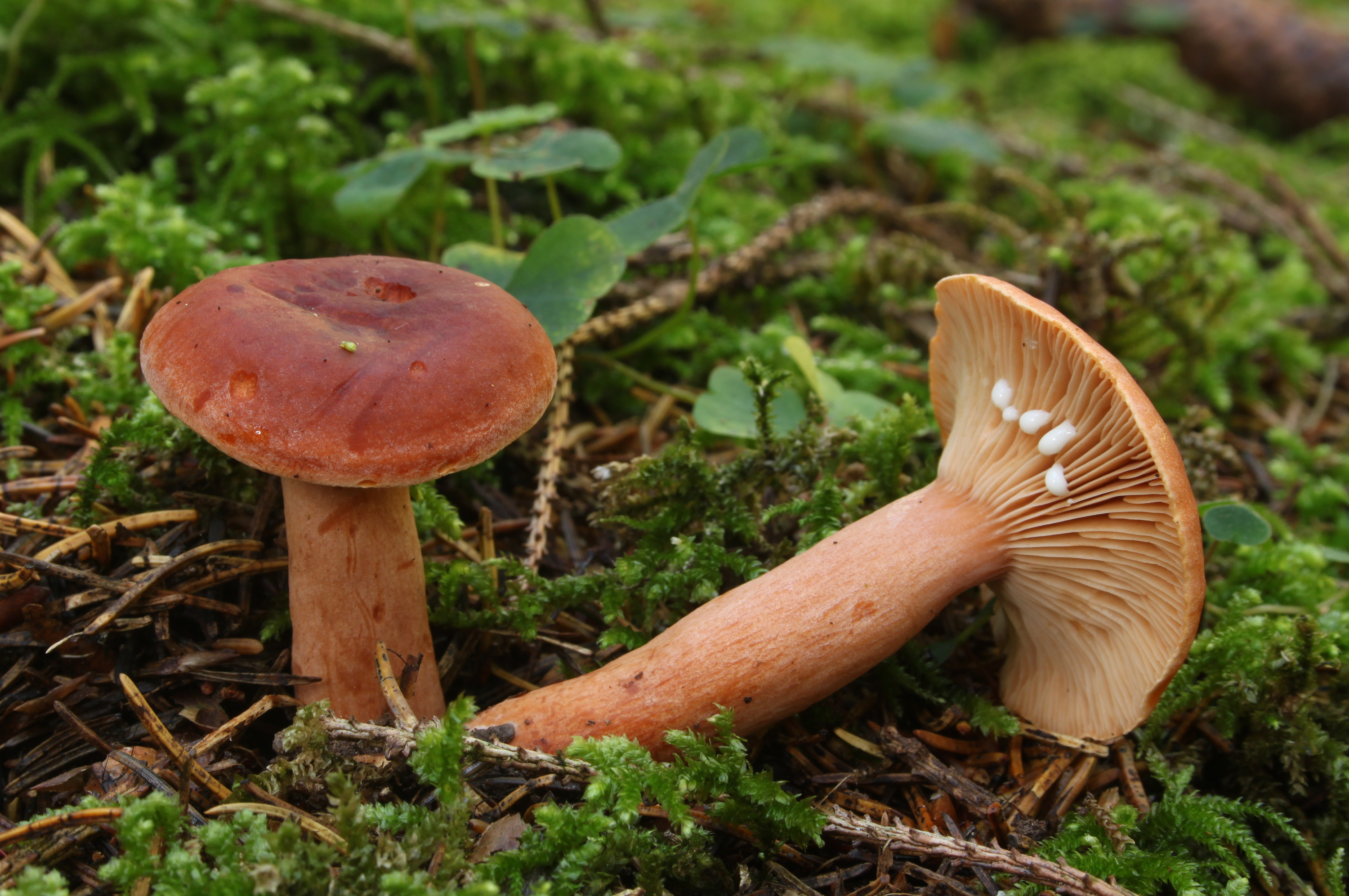
Lactarius aurantiacus
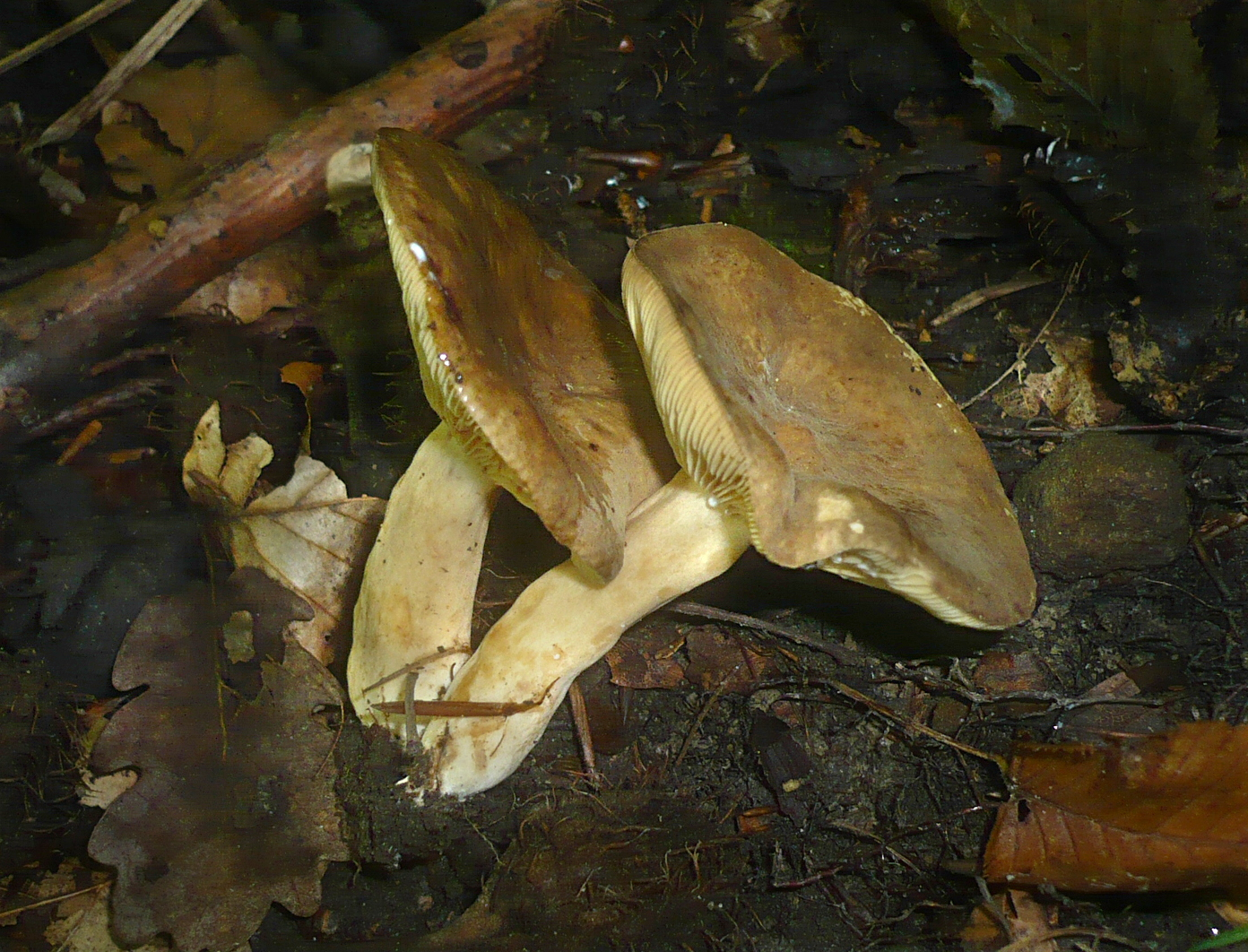
!Lactarius azonites!
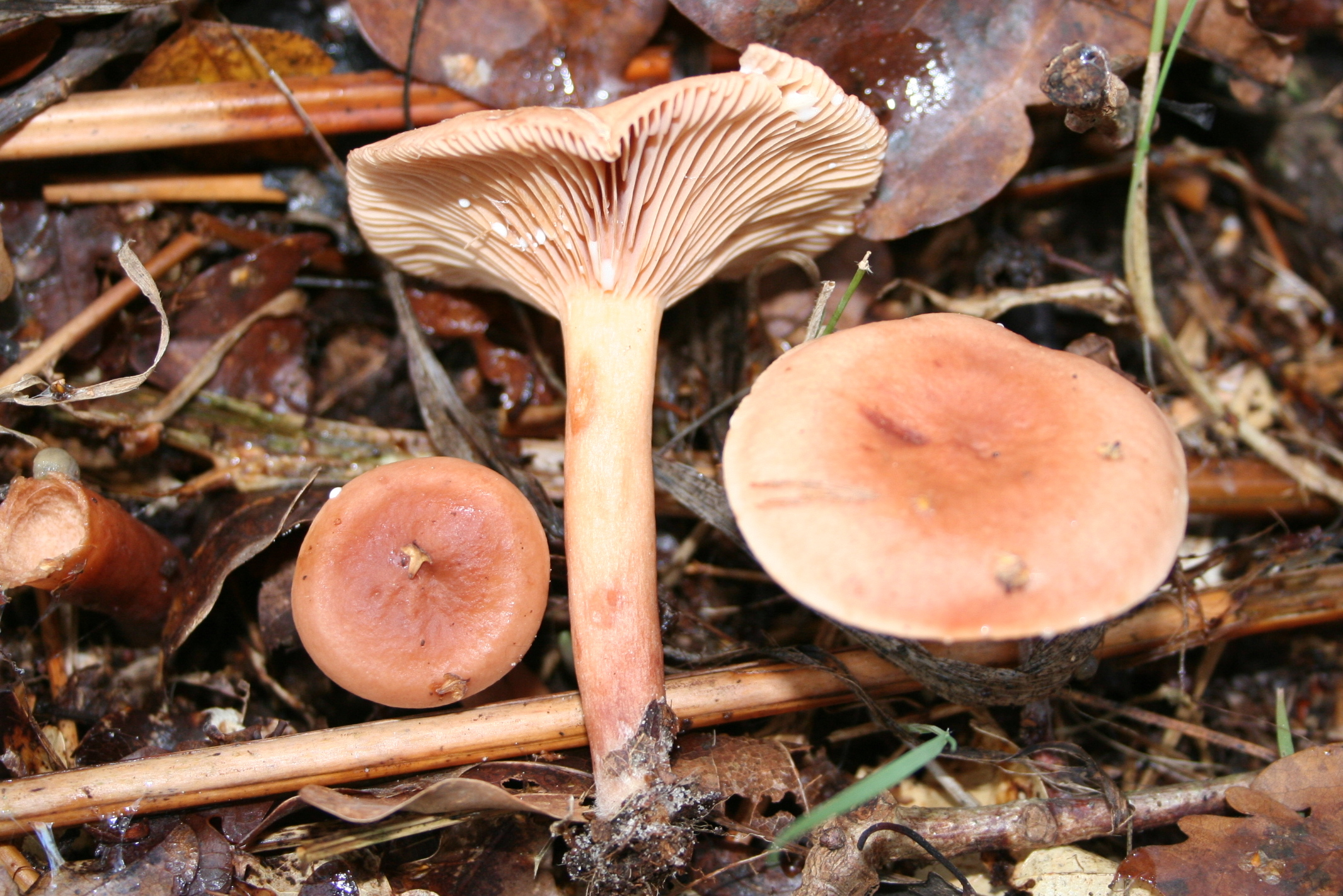
! Lactarius decipiens!
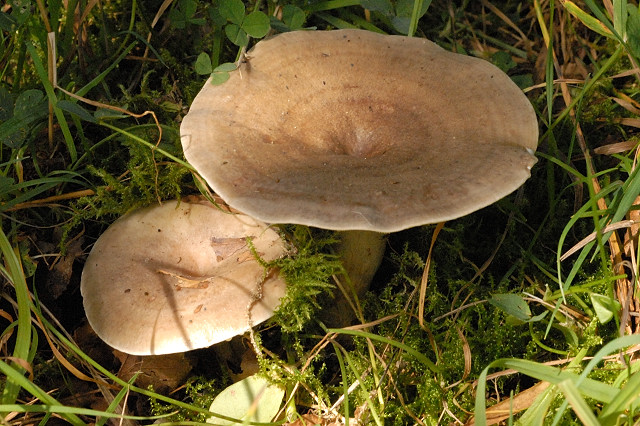
!Lactarius fluens!
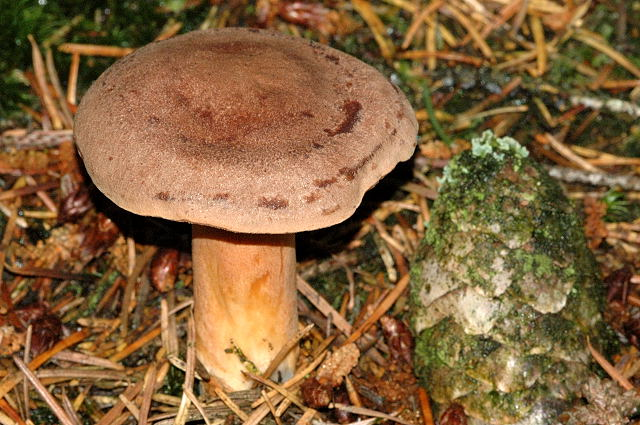
Lactarius fulvissimus
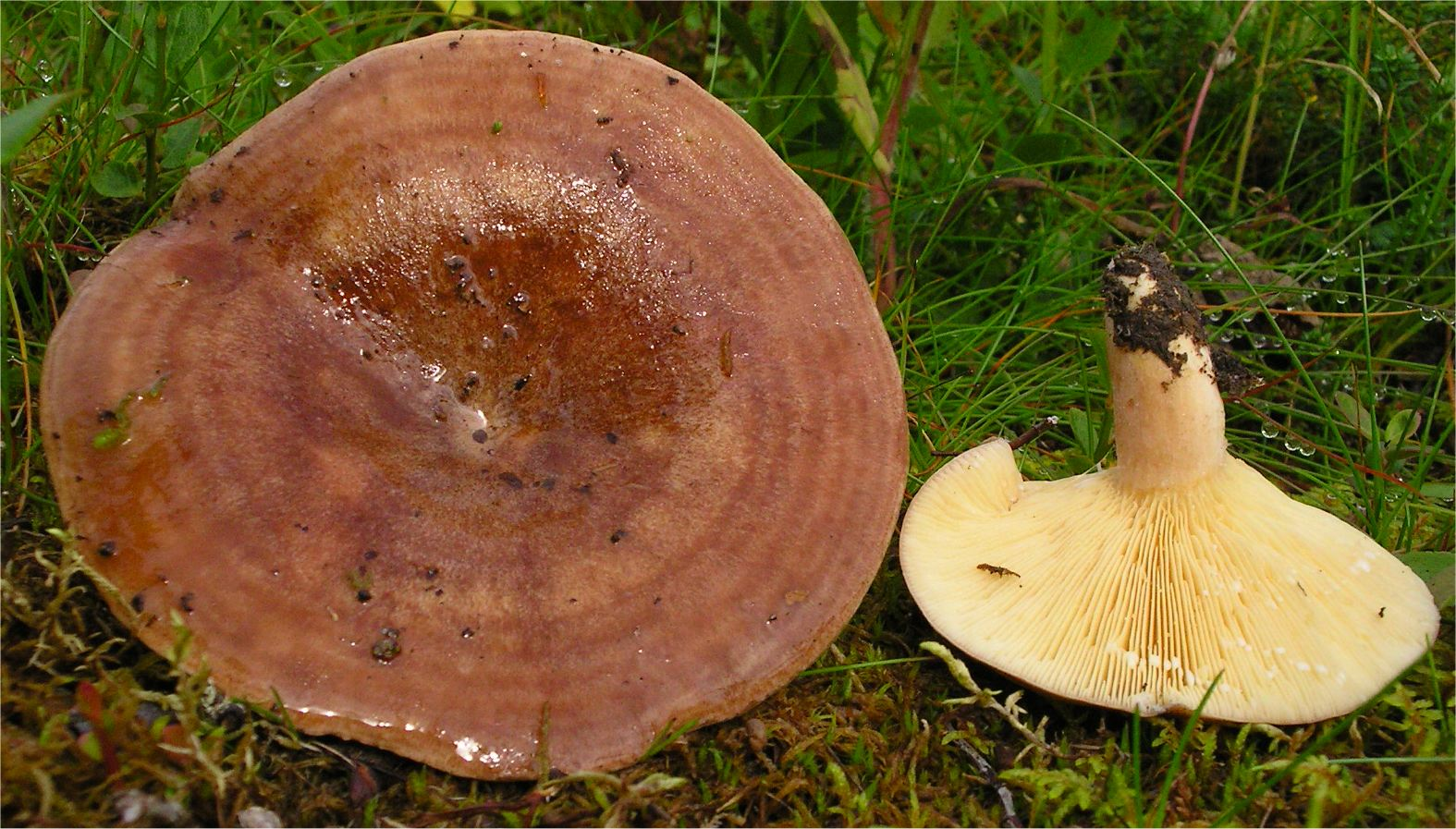
!Lactarius hysginus!
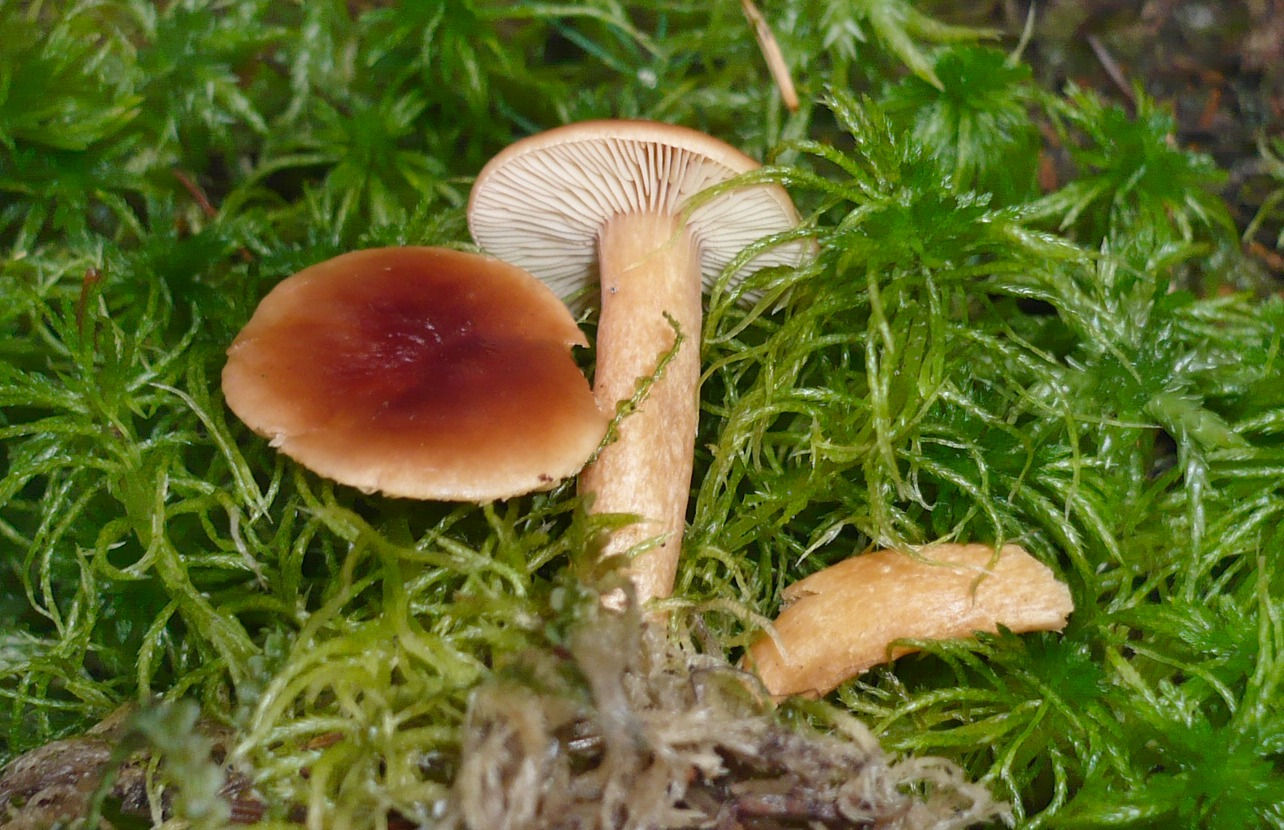
!Lactarius lacunarum sin. sphagneti!
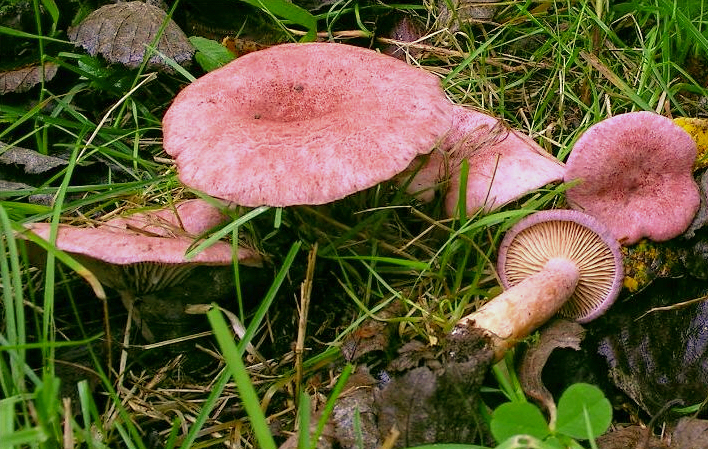
!Lactarius lilacinus!

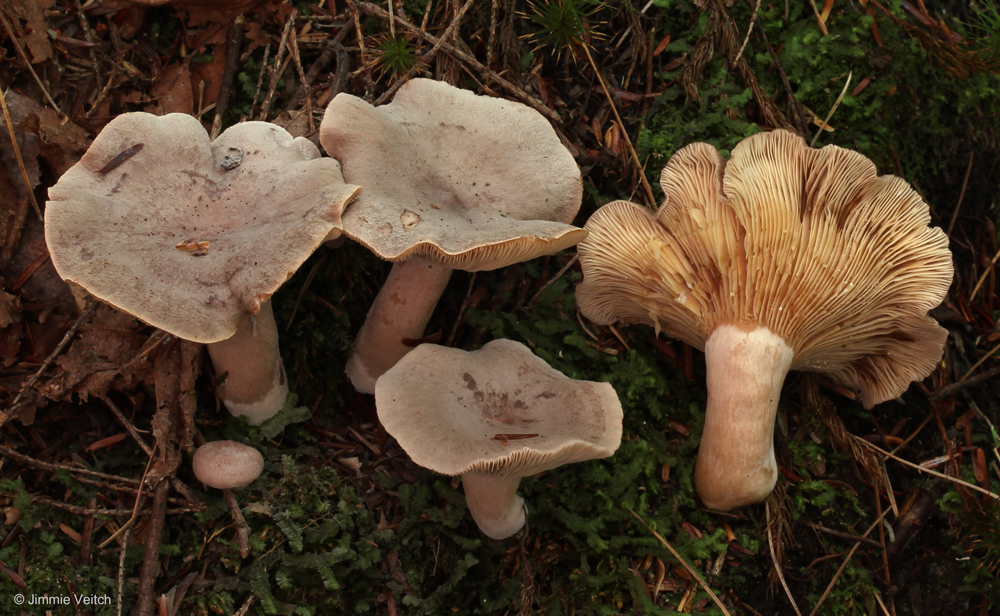
!Lactarius mammosus!
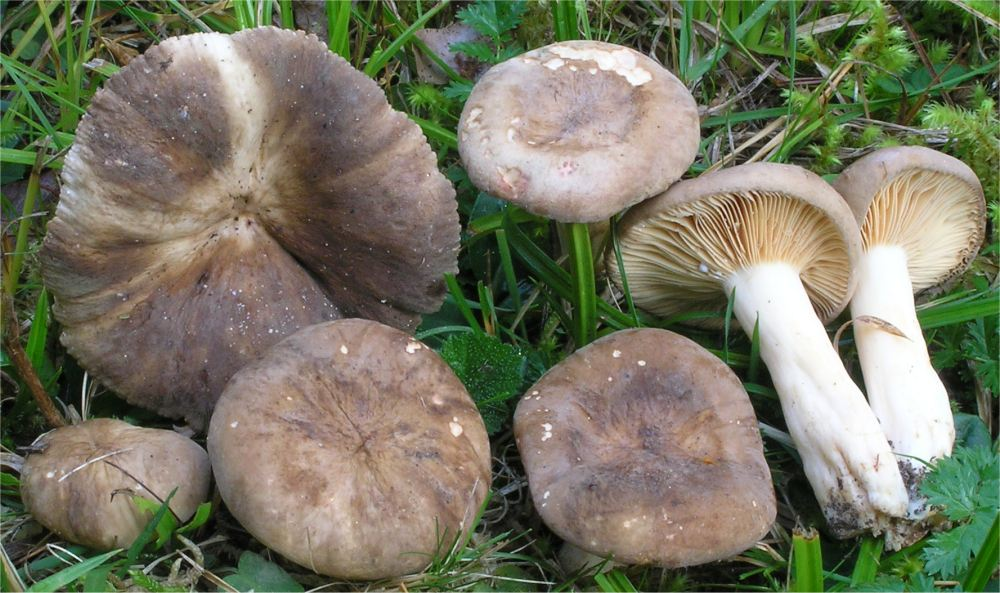
!Lactarius pterosporus!
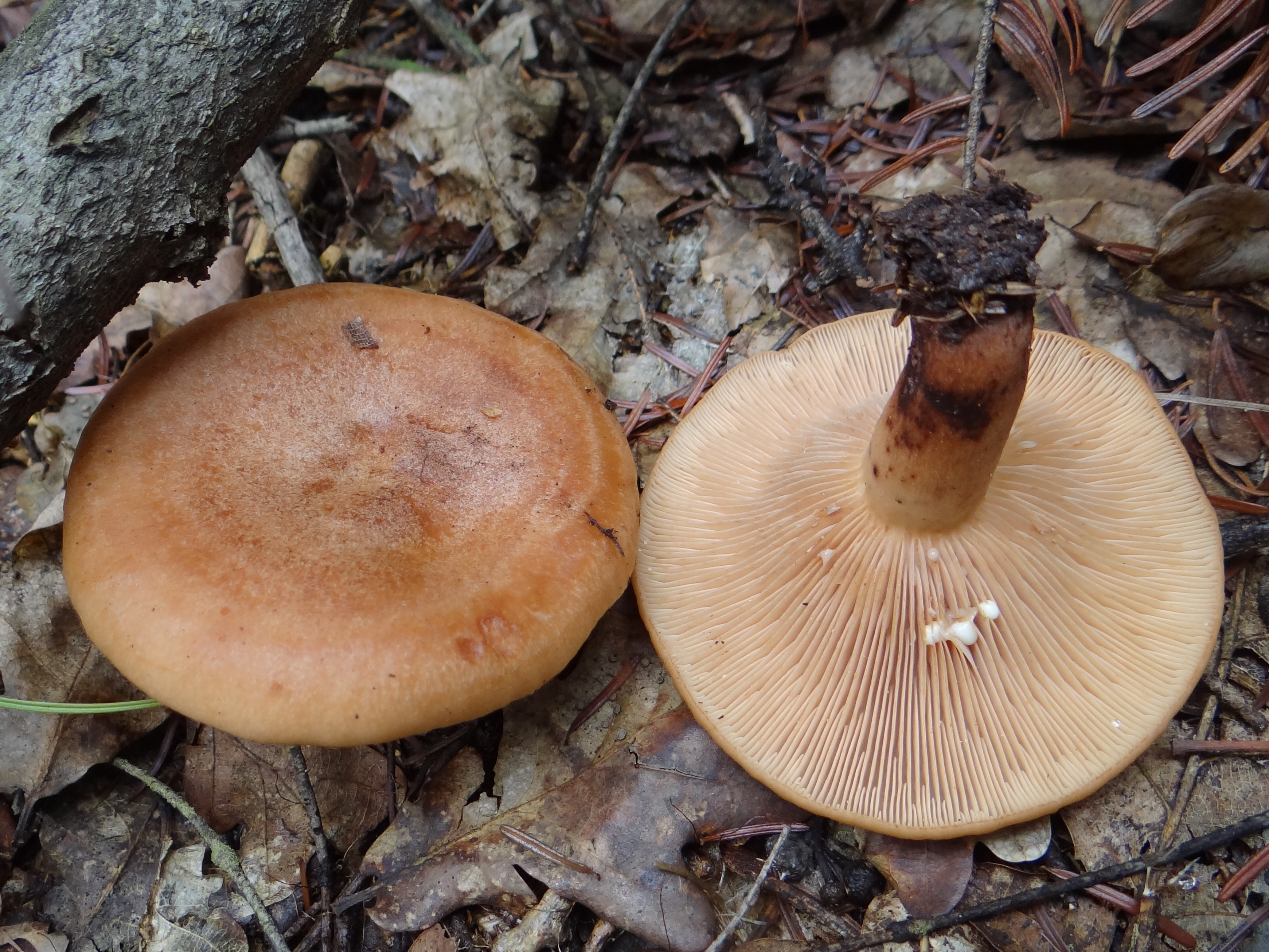
Lactarius quietus
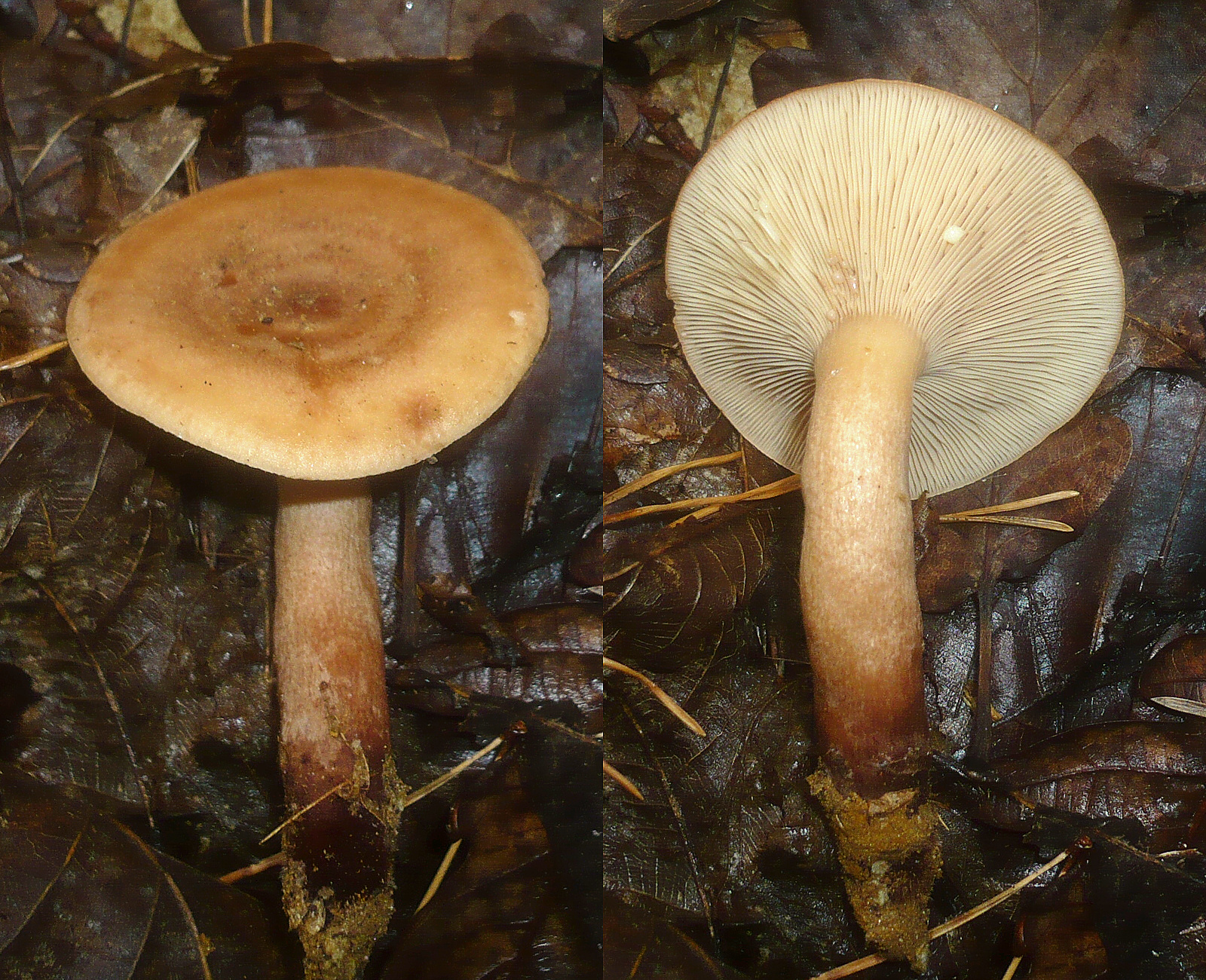
!Lactarius serifluus!
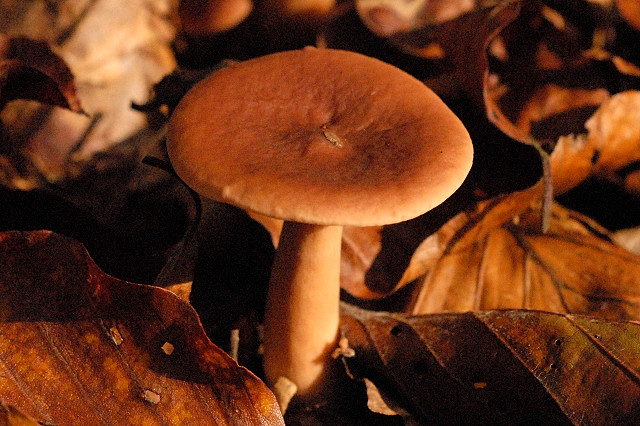
Lactarius subdulcis
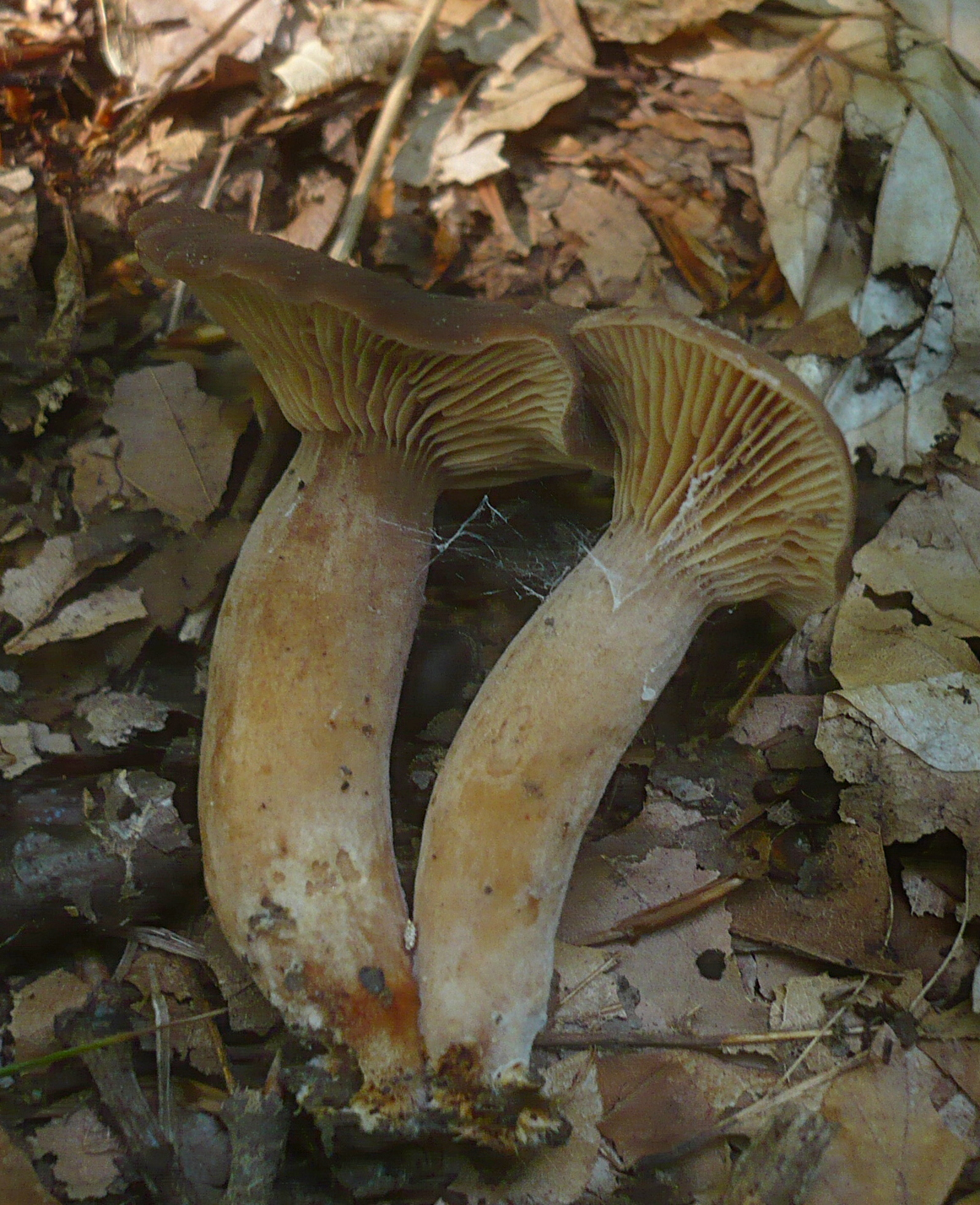
!Lactarius subumbonatus!
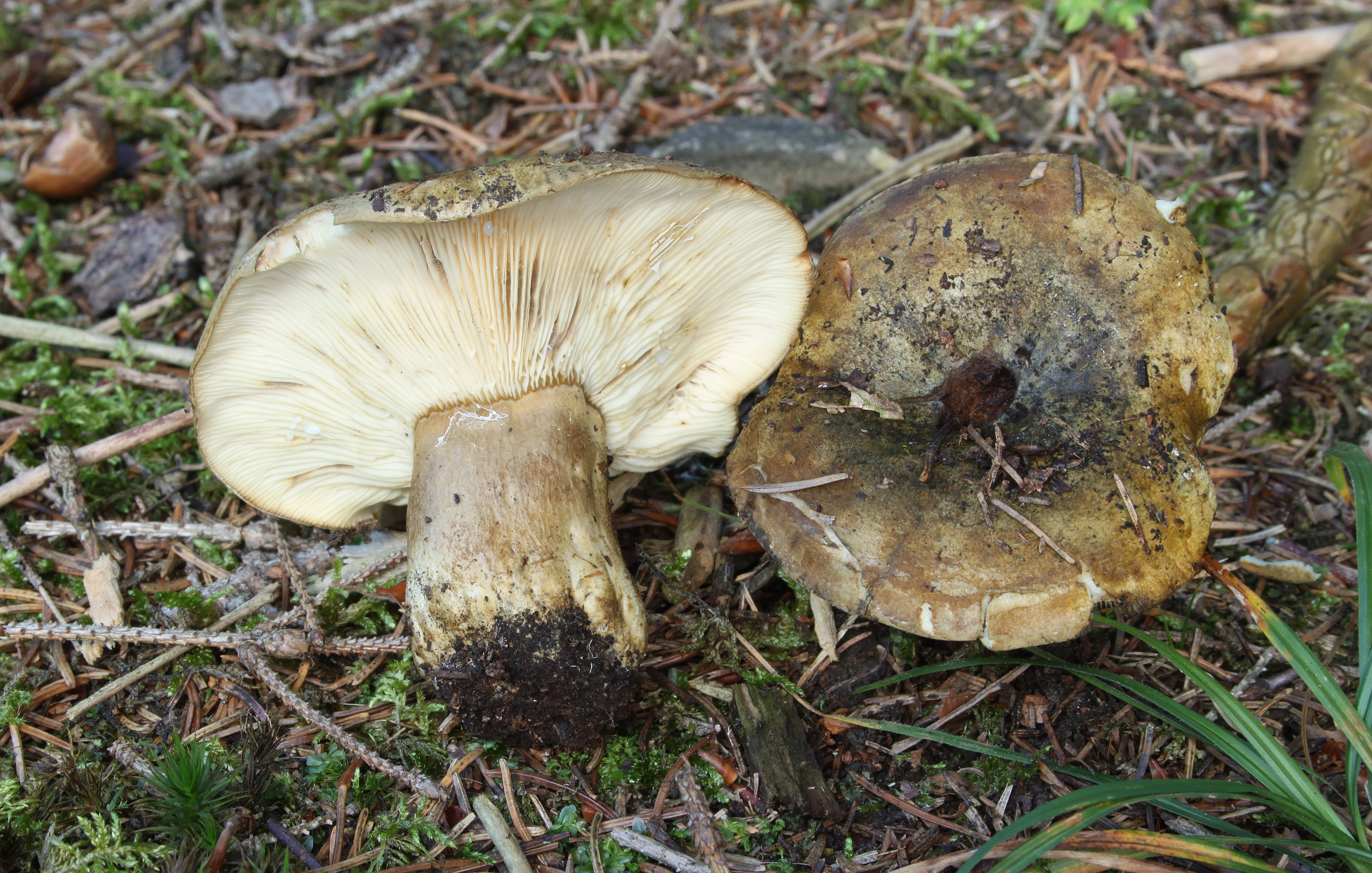
!!!Lactarius turpis!!!
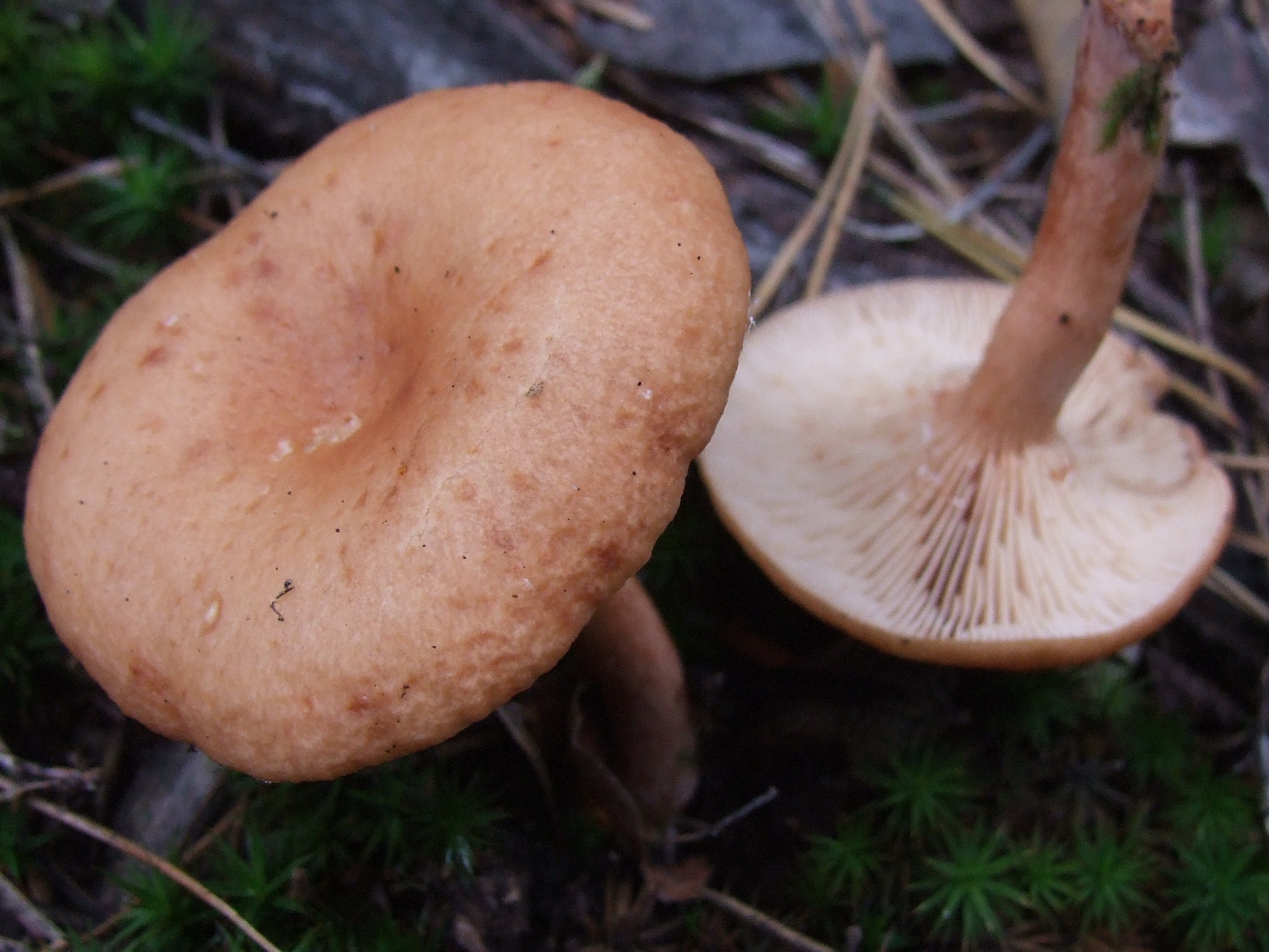
!Lactarius vietus!
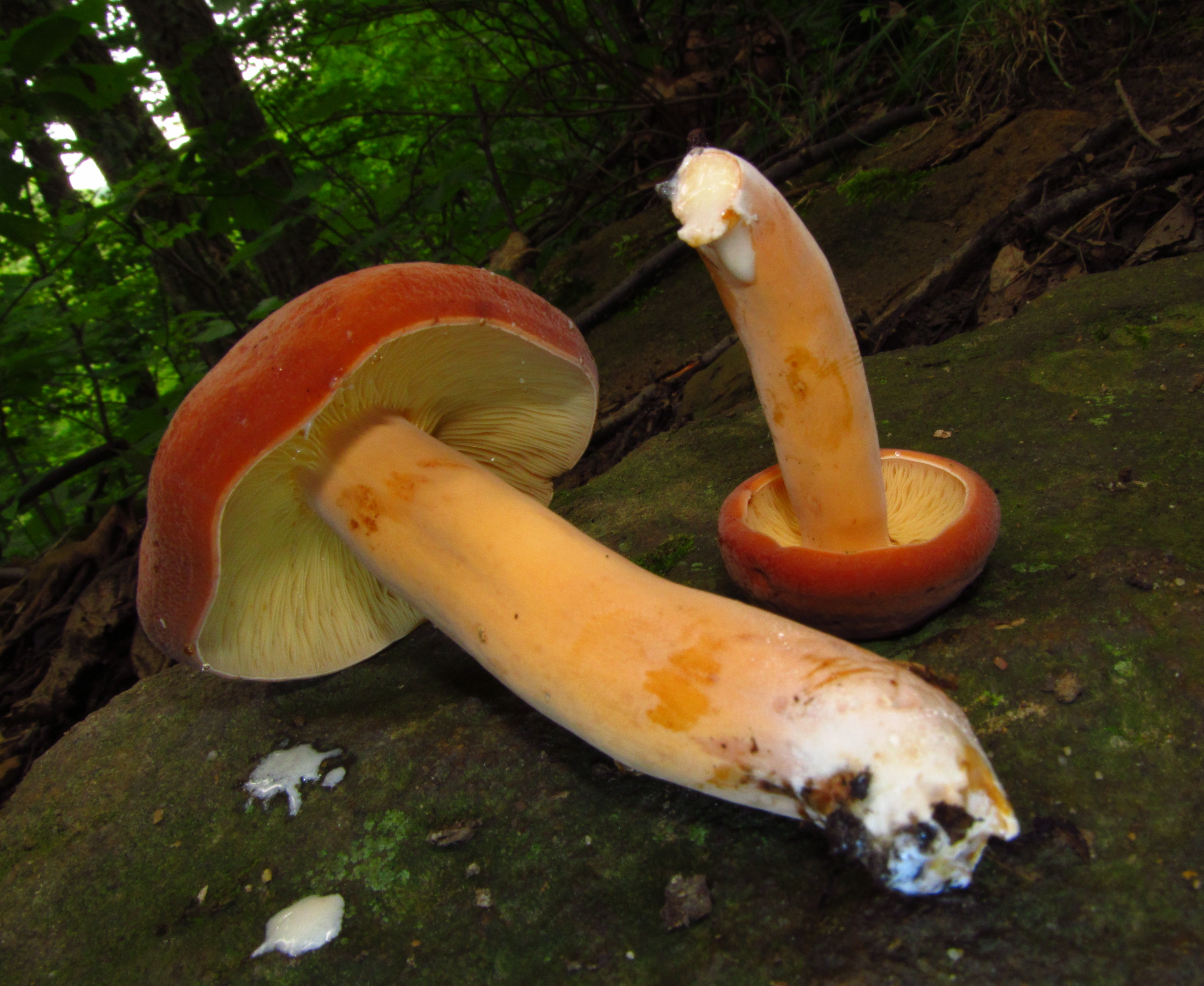
Lactarius volemus

## Valorificare
Lăptucă buricată este necomestibilă din cauza iuțimii arzătoare care nu se pierde nici după pregătire.  